# Гюнгёр, Эрол
Эрол Гюнгёр (тур. Erol Güngör, 25 ноября 1938 — 24 апреля 1983) — турецкий психолог и социолог.

## Биография
Родился 25 ноября 1938 года в Кыршехире. Его дед, Осман Хамди Эфенди, получивший исламское образование, стал его первым учителем. Дед, в частности, обучил его османской каллиграфии. Также в детстве Гюнгёр выучил арабский, английский и французский, последнему из них его обучил поэт Ильхан Берк.
В 1956 году поступил на юридический факультет Стамбульского университета. Там познакомился с Ягмуром Атсызом, сыном Нихаля Атсыза, Мехмедом Чавушоглу, Сезаи Каракочем, Зией Нуром Аксуном и Дюндаром Ташером.
Фетхи Гемухлуоглу познакомил Гюнгёра с преподавателем психологии Мюмтазом Турханом, эта встреча заставила его сменить приоритет обучения с юриспруденции на психологию. В 1961 году Гюнгёр окончил Стамбульский университет, затем работал там же в 1965 году получил степень доктора философии в области социальной психологии.
С 1966 по 1978 годы преподавал в Колорадском университете в Боулдере. В 1978 году вернулся в Турцию и возобновил преподавание в Стамбульском университете.
В 1982 году занял пост ректора университета Сельчук в Конье.
Умер 24 апреля 1983 года от сердечного приступа.